# Vicepresidente del Suriname
Il Vicepresidente del Suriname (in olandese Vicepresident van de Republiek Suriname) è la seconda carica dello Stato, destinata a succedere al presidente in caso di morte, dimissioni o destituzione.

## Elenco
| Ritratto | Nominativo          | Mandato                               |
| -------- | ------------------- | ------------------------------------- |
|          | Henck Arron         | 25 gennaio 1988 – 24 dicembre 1990    |
|          | Jules Wijdenbosch   | 7 gennaio 1991 – 16 settembre 1991    |
|          | Jules Ajodhia       | 16 settembre 1991 - 15 settembre 1996 |
|          | Pretaap Radhakishun | 15 settembre 1996 – 12 agosto 2000    |
|          | Jules Ajodhia       | 12 agosto 2000 - 12 agosto 2005       |
|          | Ram Sardjoe         | 12 agosto 2005 - 12 agosto 2010       |
|          | Robert Ameerali     | 12 agosto 2010 – 12 agosto 2015       |
|          | Ashwin Adhin        | 12 agosto 2015 - 16 luglio 2020       |
|          | Ronnie Brunswijk    | 16 luglio 2020 - 29 giugno 2025       |
|          | Gregory Rusland     | 16 luglio 2025 - in carica            |